# Knifefish
Le Knifefish est un véhicule sous-marin autonome (UUV) sans pilote développé par General Dynamics Mission Systems et Bluefin Robotics pour la Marine des États-Unis. Il s'agit d'un robot de déminage marin propulsé par hélice, conçu pour remplacer les dauphins et otaries dressés de la Marine après la fin du Programme des mammifères marins de la Marine américaine, en 2017. Le Knifefish a été dévoilé pour la première fois lors d’une exposition navale en avril 2012. Il était initialement destiné à opérer avec les littoral combat ship (LCS) de la Marine dans le cadre d’un système spécialisé de lutte contre les mines,.

## Conception et fonctionnement
Le robot est un dérivé du Bluefin-21, un UUV civil conçu par la société Bluefin Robotics basée à Quincy, Massachusetts. En 2014, le Bluefin-21 a acquis une reconnaissance mondiale après avoir été déployé pour rechercher les débris du vol 370 de Malaysia Airlines au fond de l'océan Indien.
Le Knifefish est un robot en forme de torpille, mesurant 22 pieds (6,7056 m) de long et 21 pouces (0,5334 m) de diamètre, avec un poids opérationnel de 2 000 livres (907,18474 kg),. Il est alimenté par une batterie lithium-ion, ce qui lui permet de fonctionner pendant jusqu'à 16 heures lors de missions de recherche préprogrammées,. Il utilise un sonar à ouverture synthétique embarqué pour détecter les mines flottantes ou enterrées, et peut identifier une grande variété de mines et d'objets similaires à des mines à l'aide d'une base de données embarquée et d'un ordinateur d'analyse. Le Knifefish peut ensuite marquer les mines détectées et enregistrer leur position dans sa base de données ; le robot télécharge ensuite les données sur son littoral combat ship (LCS) parent, qui détruit les mines. Le Knifefish pourrait être modifié pour transmettre ses données en temps réel, si la Marine considère qu'une telle capacité est nécessaire après les essais en mer du robot. Chaque LCS pourra exploiter deux UUV Knifefish, qui scanneront le fond marin près du navire et réduiront le risque de dommages causés par des mines à l'LCS lui-même.
La Marine envisage d'augmenter l'endurance du Knifefish pour qu'il prenne en charge le déminage, en plus de la recherche de mines enterrées et de mines dans des zones encombrées. En raison de problèmes de fiabilité avec le Remote Multimission Vehicle (RMMV), seulement 10 seront améliorés et déployés en 2018. La Marine cherche également à ajouter un sonar tracté au Common Unmanned Surface Vehicle (CUSV) pour un déploiement en 2020. Pour certaines missions de contre-mesures contre les mines, le Knifefish est supérieur au RMMV, mais il n'a pas l'endurance nécessaire pour couvrir de grands champs de mines ; si l'endurance peut être améliorée, le package de MCM serait simplifié, car le capteur serait intégré au véhicule plutôt que tracté, et le CUSV serait uniquement utilisé pour le balayage des mines.

## Développement
En décembre 2012, la Marine avait commandé huit unités de Knifefish, pour un coût total de 20 millions de dollars US. En avril 2013, General Dynamics a terminé la revue de conception critique (CDR) du Knifefish et a commencé à développer des logiciels et du matériel pour la version opérationnelle du robot. Le Knifefish était prévu pour commencer les essais en mer en 2015, et entrer en service actif en 2017, coïncidant avec la fin du Marine Mammal Program de la Marine,. Les tests d'acceptation en mer ont été complétés au large de la côte de Massachusetts en 2018. Le 20 juillet 2020, le département de la Défense des États-Unis a attribué à General Dynamics environ 13,5 millions de dollars pour l'ingénierie continue du Knifefish.